# Miserere (Allegri)

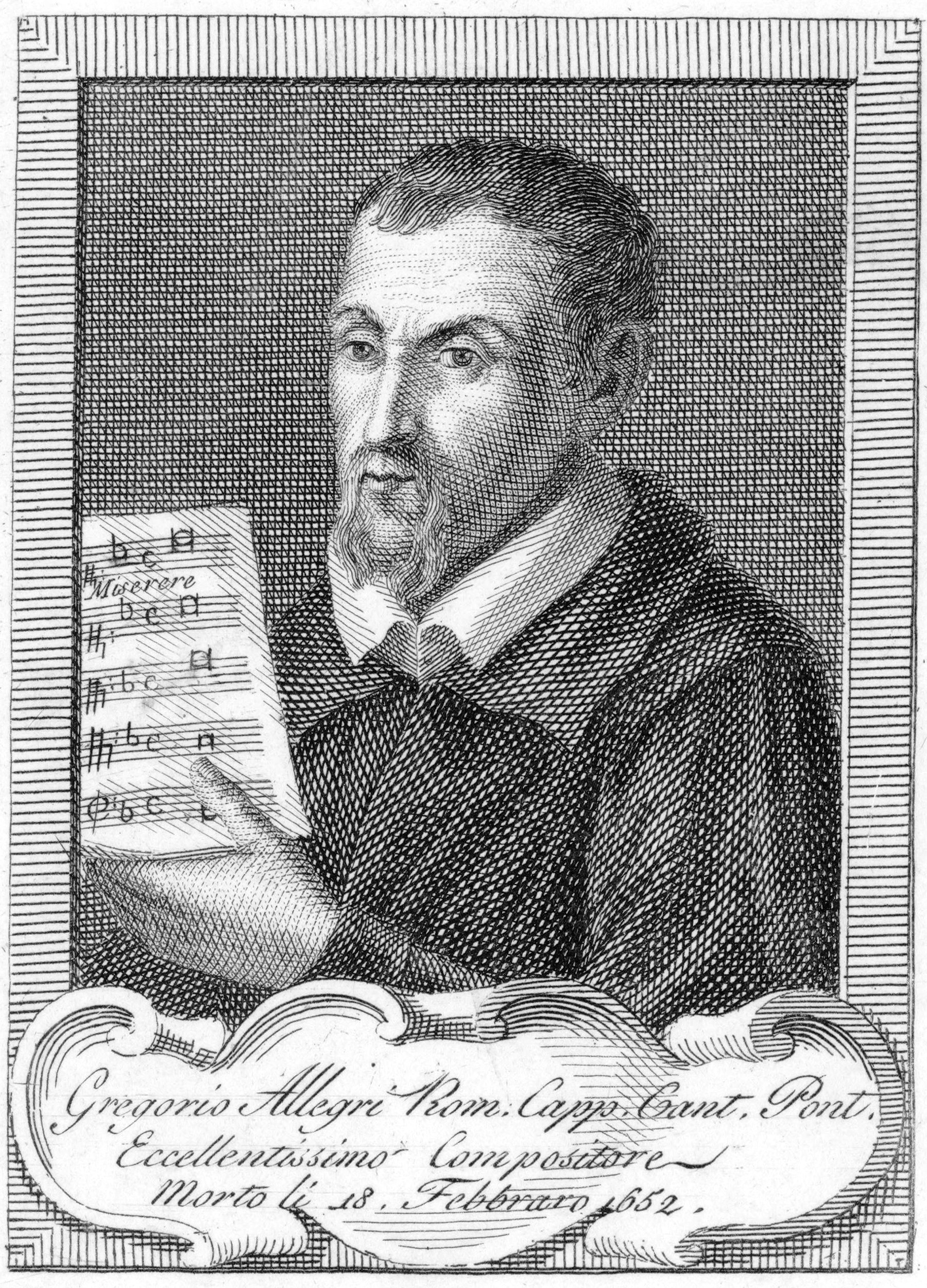
Pessoa retratada: Gregorio Allegri (1582-1652)

Miserere, também conhecido como Miserere mei, Deus (em latim: "Tende misericórdia de mim, Deus") é uma versão musicada a cappella do Salmo 51 (50) feita pelo compositor italiano Gregorio Allegri, durante o papado de Urbano VIII, provavelmente durante a década de 1630. Foi escrito para dois coros, de cinco e quatro vozes, respetivamente, cantando alternadamente e juntando-se para cantar o final em polifonia de 9 partes. Era executado na Capela Sistina durante as matinas, como parte do serviço exclusivo das tênebras, na quarta e sexta-feira da Semana Santa. Foi a última de doze versões do Miserere em falsobordone compostas e executadas nestes serviços desde 1514, e era a mais popular delas; a uma determinada altura, chegou a ter a transcrição de sua música proibida por lei, e só podia ser executada em serviços privados — o que aumentava o mistério em torno da obra. A versão que acabou por "escapar" do Vaticano é na realidade uma compilação de versos musicados por Allegri em 1638 e Tommaso Bai (também Baj, 1650-1718), feita em 1714.

## Texto
| Latim                                                                | Versão em Português                                                            |
| -------------------------------------------------------------------- | ------------------------------------------------------------------------------ |
| Miserere mei, Deus: secundum magnam misericordiam tuam.              | Tem piedade de mim, ó Deus, por teu amor!                                      |
| Et secundum multitudinem miserationum tuarum, dele iniquitatem meam. | Apaga minhas transgressões, por tua grande compaixão!                          |
| Amplius lava me ab iniquitate mea: et a peccato meo munda me.        | Lava-me inteiro da minha iniqüidade e purifica-me do meu pecado!               |
| Quoniam iniquitatem meam ego cognosco:                               | Pois reconheço minhas transgressões;                                           |
| et peccatum meum contra me est semper.                               | e diante de mim está sempre meu pecado;                                        |
| Tibi soli peccavi, et malum coram te feci:                           | pequei contra ti, contra ti somente, pratiquei o que é mau aos teus olhos.     |
| ut justificeris in sermonibus tuis, et vincas cum judicaris.         | Tens razão, portanto, ao falar, e tua vitória se manifesta ao julgar.          |
| Ecce enim in iniquitatibus conceptus sum:                            | Eis que eu nasci na iniqüidade,                                                |
| et in peccatis concepit me mater mea.                                | minha mãe concebeu-me no pecado.                                               |
| Ecce enim veritatem dilexisti:                                       | Eis que amas a verdade no fundo do ser,                                        |
| incerta et occulta sapientiae tuae manifestasti mihi.                | e me ensinas a sabedoria no segredo.                                           |
| Asperges me hysopo, et mundabor:                                     | Purifica meu pecado com hissopo e ficarei puro,                                |
| lavabis me, et super nivem dealbabor.                                | lava-me, e ficarei mais branco do que a neve.                                  |
| Auditui meo dabis gaudium et laetitiam:                              | Faze-me ouvir o júbilo e a alegria,                                            |
| et exsultabunt ossa humiliata.                                       | e dancem os ossos que esmagaste.                                               |
| Averte faciem tuam a peccatis meis:                                  | Esconde a tua face dos meus pecados                                            |
| et omnes iniquitates meas dele.                                      | e apaga minhas iniqüidades todas.                                              |
| Cor mundum crea in me, Deus:                                         | Ó Deus, cria em mim um coração puro,                                           |
| et spiritum rectum innova in visceribus meis.                        | renova um espírito firme no meu peito;                                         |
| Ne proiicias me a facie tua:                                         | não me rejeites para longe de tua face.                                        |
| et spiritum sanctum tuum ne auferas a me.                            | não retires de mim teu santo espírito.                                         |
| Redde mihi laetitiam salutaris tui:                                  | Devolve-me o júbilo da tua salvação                                            |
| et spiritu principali confirma me.                                   | e que um espírito generoso me sustente.                                        |
| Docebo iniquos vias tuas:                                            | Ensinarei teus caminhos aos rebeldes,                                          |
| et impii ad te convertentur.                                         | para que os pecadores voltem a ti.                                             |
| Libera me de sanguinibus, Deus, Deus salutis meae:                   | Livra-me do sangue, ó Deus, meu Deus Salvador                                  |
| et exsultabit lingua mea justitiam tuam.                             | e minha língua aclamará tua justiça.                                           |
| Domine, labia mea aperies:                                           | Ó senhor, abre meus lábios,                                                    |
| et os meum annuntiabit laudem tuam.                                  | e minha língua aclamará tua justiça                                            |
| Quoniam si voluisses sacrificium, dedissem utique:                   | Pois tu não queres sacrifício                                                  |
| holocaustis non delectaberis.                                        | e um holocausto não te agrada.                                                 |
| Sacrificium Deo spiritus contribulatus:                              | Sacrifício a Deus é espírito contrito,                                         |
| cor contritum, et humiliatum, Deus, non despicies.                   | coração contrito e esmagado, ó Deus, tu não desprezas.                         |
| Benigne fac, Domine, in bona voluntate tua Sion:                     | Faze o bem a Sião, por teu favor                                               |
| ut aedificentur muri Ierusalem.                                      | reconstrói as muralhas de Jerusalém.                                           |
| Tunc acceptabis sacrificium justitiae, oblationes, et holocausta:    | Então te agradarás dos sacrifícios de justiça — holocaustos e ofertas totais — |
| tunc imponent super altare tuum vitulos.                             | e em teu altar se oferecerão novilhos.                                         |